# 붉은 옷의 소녀
붉은 옷의 소녀(Girl In Red)는 한국에서 제작된 김복영 감독의 2008년 드라마 영화이다. 홍배연 등이 주연으로 출연하였다.

## 출연

### 주연
- 홍배연
- 장지혁

## 제작진
- 조명: 김승현
- 조연출: 김보경
- 붐어시스턴트: 류상헌
- 믹싱: 구지현
- 미술: 김복영